# Semaškov model
Semaškov model je bio model sovjetskog zdravstvenog javnog sistema centralističkog tipa, koji je finansiran i održavan 100% iz javnog državnog budžeta, sa glavnim centrom u Moskvi. Ovaj sistem je još uvek prisutan u Aziji, (Kina, Severna Koreja, Vijetnam, Mongolija) Kubi itd.